# Фантомас проти Скотленд-Ярду
«Фантомас проти Скотленд-Ярду» (фр. Fantômas contre Scotland Yard) — французький комедійний фільм режисера Андре Юнебеля. Заключна частина комедійної трилогії про Фантомаса.

## Сюжет

Комісар Жюв (Луї де Фюнес) та його помічник Бертран (Жак Дінам)

Один з найвпливовіших багатіїв світу, шотландський лорд Едвард МакРешлі чекає у своєму замку на візит страхового агента Волтера Брауна, який був його давнім другом. Лорд вирішив застрахувати своє життя. Сам він навіть не підозрює, що робить собі ведмежу послугу: його довірений секретар Бертьє, коханець дружини лорда, лише чекав такої нагоди, аби позбутися свого господаря.
Тим часом, у кабінеті МакРешлі, де проходили перемови у справах бізнесу, Волтер Браун виявляється ні ким іншим як Фантомасом. Злочинець пояснює лорду причину свого візиту — відтепер він вводить спеціальний грошовий податок для багатіїв на право життя. У разі відмови сплатити певну суму грошей на останніх чекає смерть. Лорду Фантомас пропонує сплатити податок на життя в розмірі 6 мільйонів. Також він попередив МакРешлі, щоб той не наважився хоч кому-небудь розповідати про це, бо інакше його вб'ють.
Після цього Фантомас відлітає у власному гелікоптері. Щоб остаточно нажахати МакРешлі і для переконливості своїх слів та погроз, він скидає труп справжнього Волтера Брауна до ніг лорда.
Через деякий час у Франції журналіст Фандор надрукував статтю, в якій стверджує, що смерть Волтера Брауна — справа рук Фантомаса. У редакції йому не вірять і на з'ясування всіх обставин цієї справи Шандор їде у відрядження до Шотландії разом зі своєю нареченою Елен.
У цей самий час лорд МакРешлі запрошує до свого маєтку комісара Жюва. Комісар, тільки-но закінчивши перемови з лордом, відповідає на телефонний дзвінок і сталевий голос Фантомаса висловлює свою радість з приводу їхньої майбутньої зустрічі в Шотландії…
Тим часом, лорд МакРешлі збирає на ділову нараду найбагатших людей світу для вирішення проблеми сплати податку на життя, запропонованого Фантомасом. Врешті-решт лорд пропонує загнати злодія в пастку і для цього він хоче використати французьких комісара та журналіста.
Після прибуття до замку комісара Жюва і його помічника Бертрана разом із журналістом Фандором та Елен відбувається прийом гостей. Під час цього дружина лорда Дороті МакРешлі влаштовує сеанс спіритизму, але розлючений комісар Жюв після низки комічних ситуацій залишає присутніх і йде відпочивати. Відпустивши дворецького Альберта, він іде до своєї кімнати поспати. Але в кімнаті висить лорд МакРешлі, повішений із написом на аркуші, що прикріплений до його тіла. Там містилося попередження. Комісар панічно тікає і кличе всіх до своєї кімнати. Та коли туди заходять усі гості замку, кімната виявляється порожньою.

Фантомас (Жан Маре)

Нарешті, Фантомас влаштовує для Жюва ще кілька «чорних жартів». Після цього Жюв здається повним бовдуром в очах усіх гостей замку.
Тим часом, світові кримінальні авторитети збираються на обговорення нагальної проблеми — сплата податку для Фантомаса. Вони планують убити Фантомаса, а самим від його імені вимагати гроші в інших багатіїв. Проте їхні плани зазнають повного фіаско — головний злочинець сам дізнається про їхні задуми і, видаючи себе спочатку за їхнього ватажка, розкриває їм свою справжню сутність і вимагає податок і з гангстерів. На доказ власної могутності він залишає труп відомого ватажка-гангстера.
Тим часом Фантомас продовжує кепкувати з Жюва і повсякчас ставить його у незручне становище. Цим самим геній зла вводить в оману всіх гостей замку і потайки вбиває лорда МакРешлі. Використовуючи особливу маску, Фантомас видає себе за покійного лорда і приймає делегацію гангстерів у замку.
Леді МакРешлі та секретар Андре планують вбивство лорда під час полювання, однак Фантомас має власні плани щодо цього заходу (операція «Артабан»).

Елен (Мілен Демонжо) та журналіст Фандор (Жан Маре)

Під час ловів він проводить широку операцію, мета якої — взяти в заручники кількох багатіїв, щоб укотре переконливо довести свою владу над іншими. Але комісар Жюв, який намагається приборкати свого коня і спіймати його, випадково зриває ці плани.
Відразу після провалу операції «Артабан» на Фантомаса чинить замах корисливий секретар лорда МакРешлі Бертьє, вважаючи його своїм господарем. Під час сутички він виявив, що його супротивником є сам Фантомас і поплатився за це власним життям.
Свідком сутички Бертьє і Фантомаса була наречена журналіста Фандора — Елен. Фантомас наказує своїм людям наздогнати її та вбити. Тікаючи від них, вона кличе на допомогу Фандора. Але злодії схопили її і посадили у літак. Журналісту вдалося захопити його і він, погрожуючи пілоту, наказує посадити літак..
У цей час Фантомас у самому замку захоплює в полон Жюва та Бертрана, яких він «просить» про допомогу і розповідає про податок на життя.
Наступного дня комісар і його помічник просинаються і розповідають про побачене інспекторові Скотленд-Ярду та «лорду МакРешлі». Жюв вигадує план, за яким можна спіймати Фантомаса. Фантомас-лорд МакРешлі іронічно дає згоду на це…
Водночас Елен та Фандор самостійно розробляють план затримання злодія. Але через те, що їм не вдалося попередити інспектора Жюва, той разом зі своїм помічником, нічого не підозрюючи, в останню хвилину зривають увесь задум Шандора та Елен. А Фантомас спокійно тікає зі скринькою діамантів.
Одразу ж після цього з верхньої вежі замку вилітає ракета. Скотленд-Ярд просить допомоги у британських військово-повітряних сил, щоб знищити об'єкт. Операцію проведено успішно, всі радіють від того, що із страшним лиходієм, нарешті, покінчено…
Але сам Фантомас залишився живим: тримаючи скриньку з діамантами, він спокійно їде на велосипеді до визначеного місця, де на нього чекають помічники.

## У ролях
- Жан Маре — журналіст газети «Світанок» Жером Фандор; Фантомас; мафіозі Джузеппе; Волтер Браун
- Луї де Фюнес — комісар поліції Поль Жюв
- Мілен Демонжо — журналістка газети «Світанок» Елен, наречена Фандора
- Жак Дінам[fr] — інспектор Мішель Бертран, головний помічник комісара Жюва
- Робер Дальбан[fr] — редактор газети «Світанок»
- Жан Роже Коссімон[fr] — Лорд Мак-Решлі
- Франсуаза Крістоф[fr] — Леді Мак-Решлі
- Андре Дюма[fr] — Том Сміт
- Жан Озенн[fr] — Альберт
- Макс Монтавон[fr] — Олександр
та ін.

## Український дубляж
- Андрій Самінін — журналіст газети «Світанок» Жерор Фандор; Фантомас
- Ярослав Чорненький — комісар поліції Поль Жюв
- Наталя Поліщук — журналістка газети «Світанок» Елен, наречена Фандора
- Михайло Жонін — інспектор Мішель Бертран, головний помічник комісара Жюва
- Олег Стальчук — редактор газети «Світанок»
- Анатолій Пашнін — Лорд Мак-Решлі
- Ніна Касторф — Леді Мак-Решлі
  - А також: Анатолій Зіновенко та Юрій Коваленко.

Фільм дубльовано міжнародним медіа-центром «СТБ» у 2008 році.
- Режисер дубляжу — Луїза Попова
- Звукорежисер — Вадим Осипенко
- Диктор — Анатолій Пашнін

## Знімальна група
- Режисер: Андре Юнебель
- Автори сценарію: Жан Ален[fr], П'єр Фуко[fr]
- Оператор: Марсель Ґріньйон[fr]
- Композитор: Мішель Мань
- Художник: Макс Дуї[fr]
- Монтаж: П'єр Джиллетт
- Продюсери: Поль Садас, Алан Пуаре[fr]

## Цікаво знати

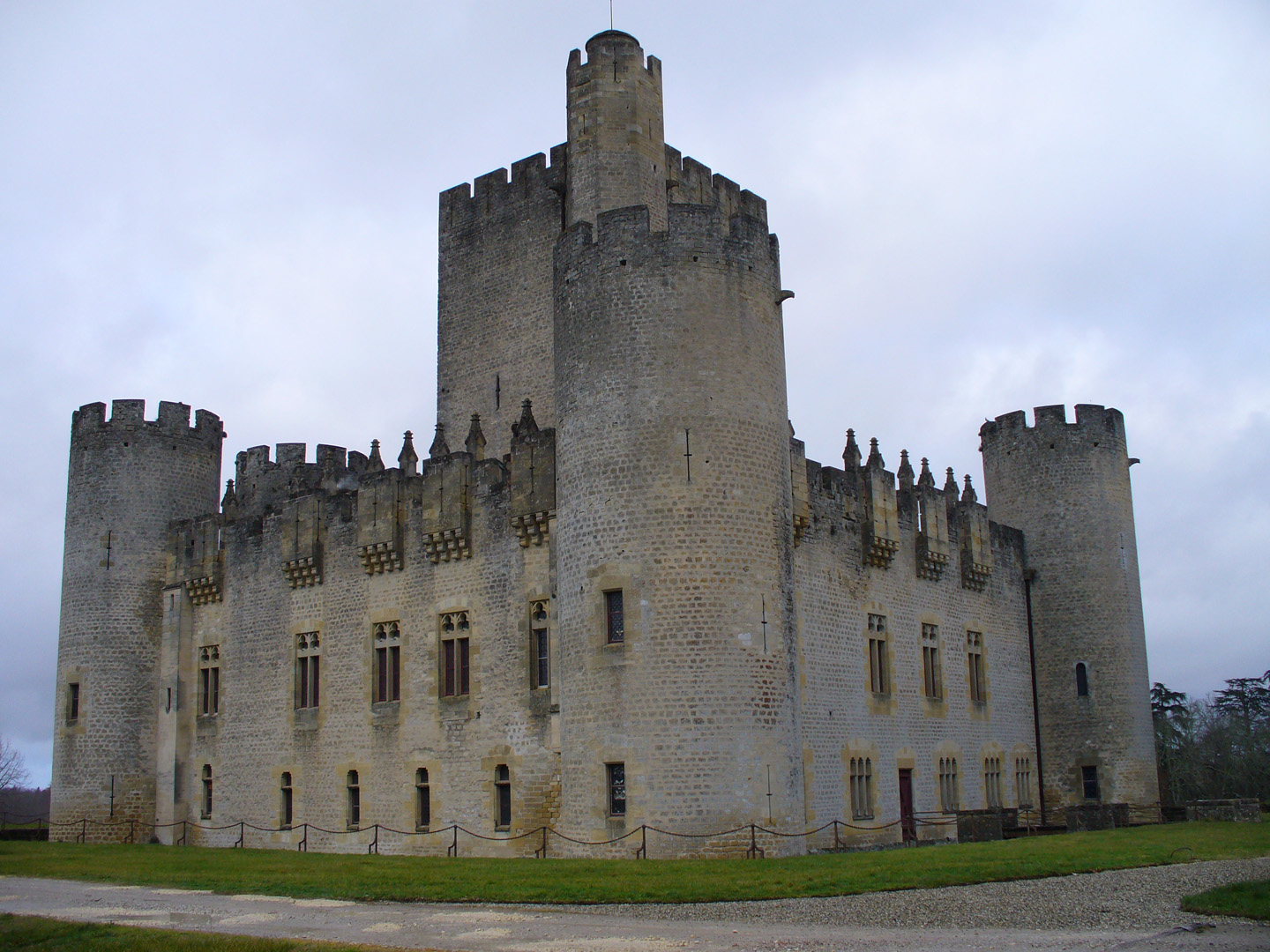
Château de Roquetaillade

- Зйомки стрічки проходили в замку Роктаяд (фр. Château de Roquetaillade), що в селі Мазер. У ньому десятиліття потому зняли «Братство вовка».
- Фільм, як і попередні дві частини, знято за мотивами бульварних коміксів про Фантомаса[1].
- Жан Маре та Луї де Фюнес на знімальному майданчику часто сварилися: Маре не міг зрозуміти, як глядачі можуть захоплюватися «йолопом» комісаром — другорядним героєм фільму, і майже зовсім не помічати його, Жана Маре, гри. Так, після виходу третього фільму про Фантомаса, він пожартував, що картину слід було назвати «Жюв проти Скотленд-Ярду»[2].
- Від самого початку планувалося зняти серію з 5 фільмів, однак Жан Маре остаточно відмовився зніматися далі після виходу 3 частини. Тому проект довелося закрити[3].
- Магараджа Кемпурі на діловій нараді у лорда МакРешлі говорить чистою російською мовою, однак у версії для радянського прокату цей епізод чомусь взагалі вирізали[1].
- Дубляж стрічки українською мовою був зроблений телеканалом «СТБ» у 2008 році.